# Čisti Breg
Čisti Breg je naselje u slovenskoj Općini Šentjerneju. Čisti Breg se nalazi u pokrajini Dolenjskoj i statističkoj regiji Donjoposavskoj regiji. 

## Stanovništvo
Prema popisu stanovništva iz 2002. godine naselje je imalo 24 stanovnika.